# Eden (Idaho)
Eden és una població dels Estats Units a l'estat d'Idaho. Segons el cens del 2000 tenia 411 habitants.

## Demografia
Segons el cens del 2000, Eden tenia 411 habitants, 155 habitatges, i 108 famílies. La densitat de població era de 495,9 habitants/km².
Dels 155 habitatges en un 34,8% hi vivien nens de menys de 18 anys, en un 54,8% hi vivien parelles casades, en un 10,3% dones solteres, i en un 30,3% no eren unitats familiars. En el 25,2% dels habitatges hi vivien persones soles el 9% de les quals corresponia a persones de 65 anys o més que vivien soles. El nombre mitjà de persones vivint en cada habitatge era de 2,65 i el nombre mitjà de persones que vivien en cada família era de 3,17.
Per edats la població es repartia de la següent manera: un 29,9% tenia menys de 18 anys, un 10,5% entre 18 i 24, un 23,1% entre 25 i 44, un 21,4% de 45 a 60 i un 15,1% 65 anys o més.
L'edat mediana era de 34 anys. Per cada 100 dones de 18 o més anys hi havia 105,7 homes.
La renda mediana per habitatge era de 21.339 $ i la renda mediana per família de 28.333 $. Els homes tenien una renda mediana de 19.773 $ mentre que les dones 16.500 $. La renda per capita de la població era de 16.948 $. Aproximadament l'11% de les famílies i el 18,2% de la població estaven per davall del llindar de pobresa.

## Poblacions més properes
El següent diagrama mostra les poblacions més properes.